# Colom de Liverpool
El colom de Liverpool (Caloenas maculata) és un ocell extint de la família dels colúmbids (Columbidae).

Va ser esmentat i descrit per primera vegada en 1783 per John Latham, que havia vist dos espècimens de procedència desconeguda i un dibuix que representava l'ocell. Les relacions taxonòmiques de l'ocell no eren clares, i els primers especialistes van suggerir moltes possibilitats diferents, encara que es va establir la idea que estava relacionada amb el colom de Nicobar i es va situar en el mateix gènere, Caloenas. Avui dia, només es conserva un exemplar, al World Museum de Liverpool. Es creu que aquest exemplar va ser recollit a la Polinèsia Francesa, probablement a Tahití, entre 1783 i 1823.
El 2014 un estudi genètic el va confirmar com una espècie de ple dret.